# Cimetière le repos Saint-François d'Assise
Le repos Saint-François d'Assise est un cimetière de Montréal situé sur la rue Sherbrooke Est dans l'arrondissement d'Anjou.
Le repos Saint-François d'Assise comporte : un cimetière, un crématorium, des mausolées et des columbariums.

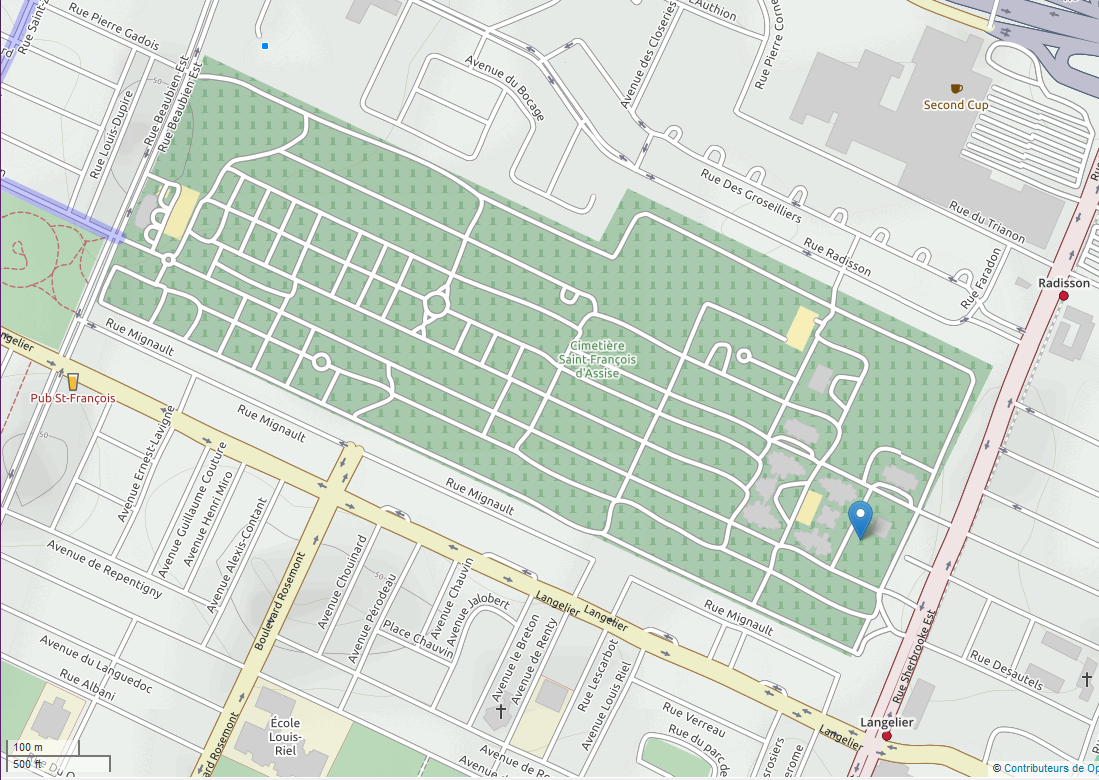
Carte

## Situation
Le repos Saint-François d'Assise s'inscrit dans un terrain rectangulaire bordé par :
- la rue Sherbrooke, au sud
- la rue Beaubien, au nord
- la rue Mignault, à l'ouest
- la rue Radisson, à l'est[2]

Deux stations de métro sont à proximité : Langelier et Radisson.

## Histoire
Le cimetière a été fondé en 1916 sous le nom de Cimetière de l'Est. Il est l'héritier de l'ancien cimetière situé près de la première église Saint-François d'Assise de la Longue-Pointe où les pionniers de la paroisse ont été inhumés à partir de 1724 ceux-ci ont ensuite été transférés au repos Saint-François d'Assise (alors appelé le cimetière de l'Est) lors des débuts de la construction du Pont-tunnel Louis-Hippolyte-La Fontaine.

## Personnalités inhumées
- Hubert Aquin , écrivain, réalisateur et producteur.
- Jacques Beauchamp, journaliste sportif
- Germaine Bernier, journaliste et musicienne.
- Claude Blanchard, comédien.
- Émile Bouchard, défenseur de l’équipe de Hockey sur glace les Canadiens de Montréal, administrateur.
- Denis Brodeur, hockeyeur, photographe sportif
- Mario Cusson, boxeur
- Maurice-Tréflé Custeau, homme d'affaires, homme politique
- Carlos d'Alcantara, aristocrate, horticulteur
- Lionel Daunais, compositeur, chanteur lyrique
- Jean Doré, maire de Montréal de 1986 à 1994
- Marcel Dubé, dramaturge et écrivain
- Jean Duceppe, comédien, animateur
- Sarto Fournier, maire de Montréal de 1957 à 1960
- J. Léo Gagnon, acteur
- Gilles Hénault, journaliste, critique d'art et poète
- Louis Laberge, syndicaliste, président-fondateur du Fonds de solidarité FTQ
- Jean-Paul Ladouceur, artiste, réalisateur
- Gilbert Langevin, poète
- Lise Lasalle, comédienne
- Marcel Léger, administrateur, homme politique
- Charles Marchand, chanteur, folkloriste
- Armand Mondou, hockeyeur
- Rosaire Morin, auteur, journaliste nationaliste
- Juliette Pétrie, comédienne
- Mia Riddez, actrice et scénariste
- Léo Rivest, comédien
- Pierre Tétreault, homme d'affaires, fondateur de Tétreaultville
- Charles-Henri Tremblay, homme politique, député de Sainte-Marie à l'Assemblée nationale du Québec de 1970 à 1973
- Carol Vadnais, hockeyeur
- Marie-Anne Houde Gagnon (1890-1936), belle-mère et meurtrière d'Aurore Gagnon

## Galerie

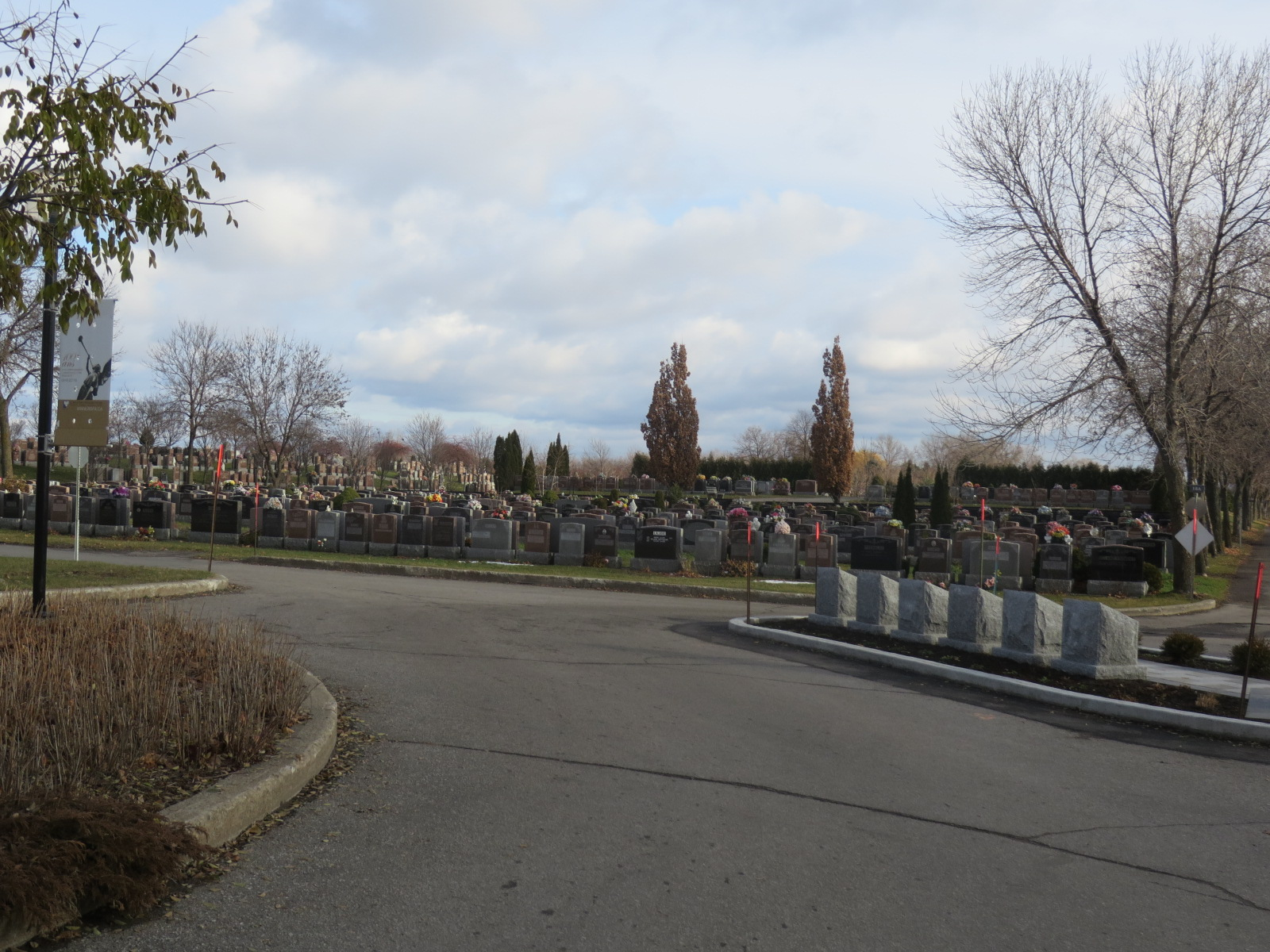
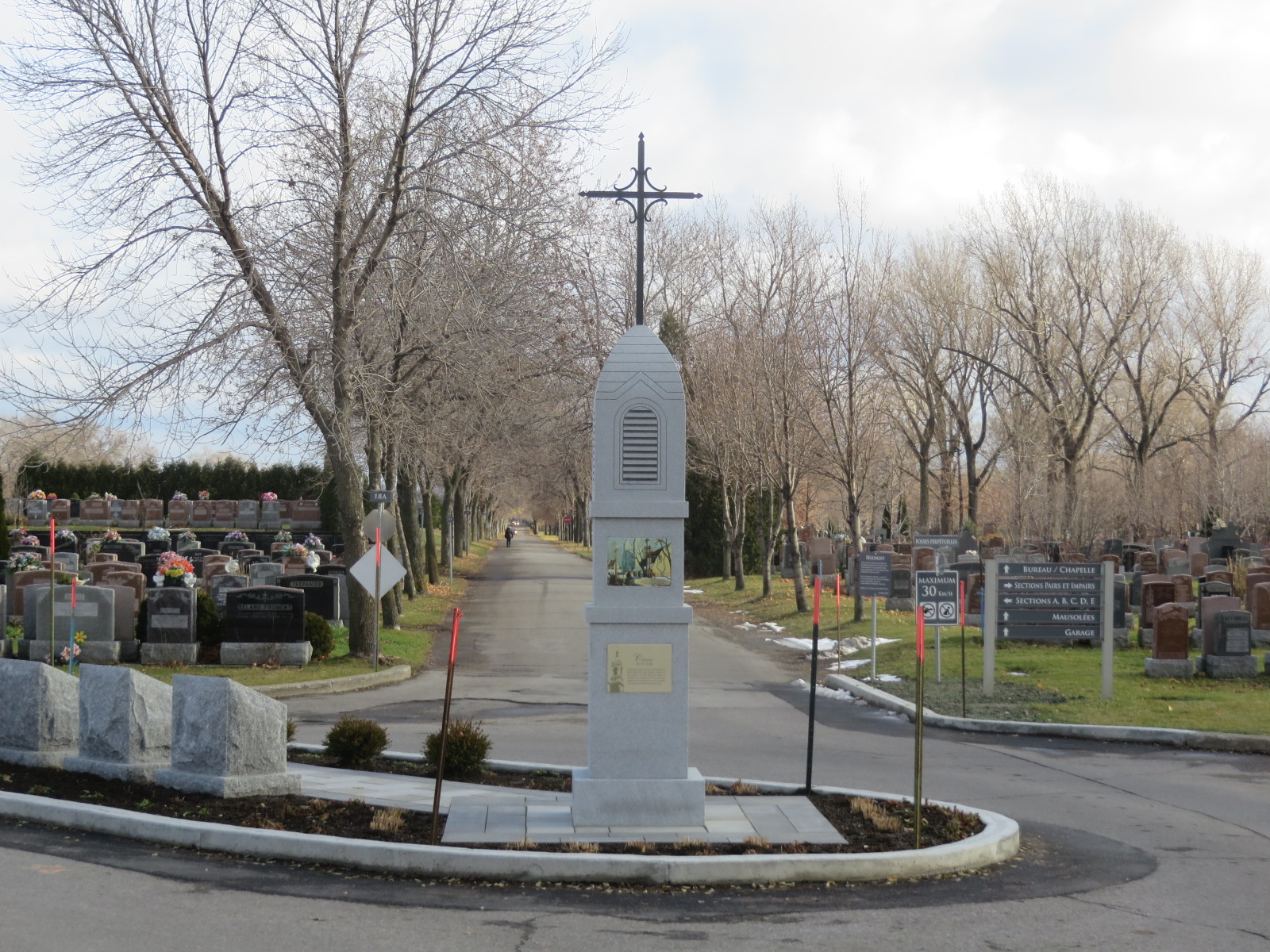
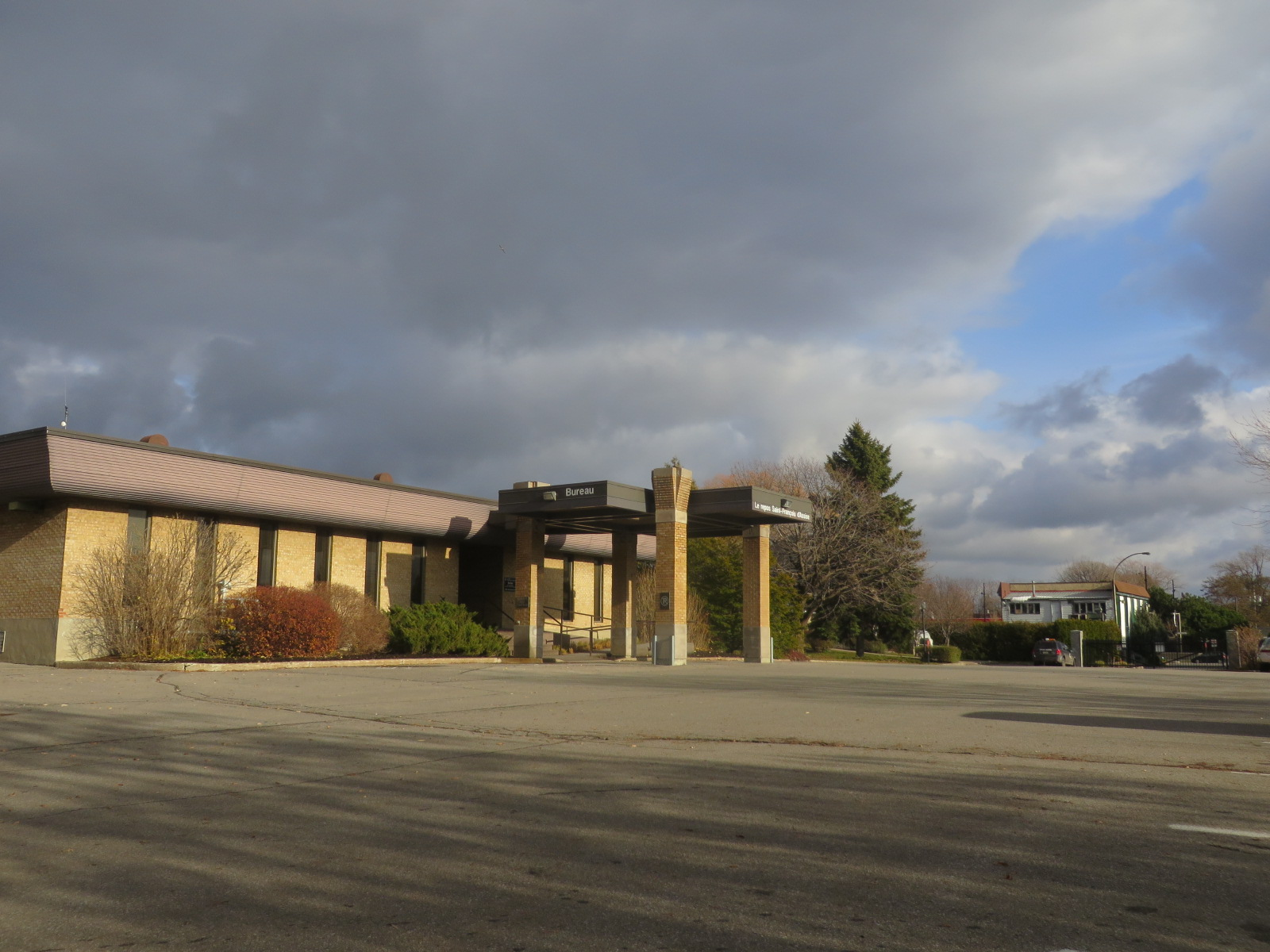
Bureau administratif
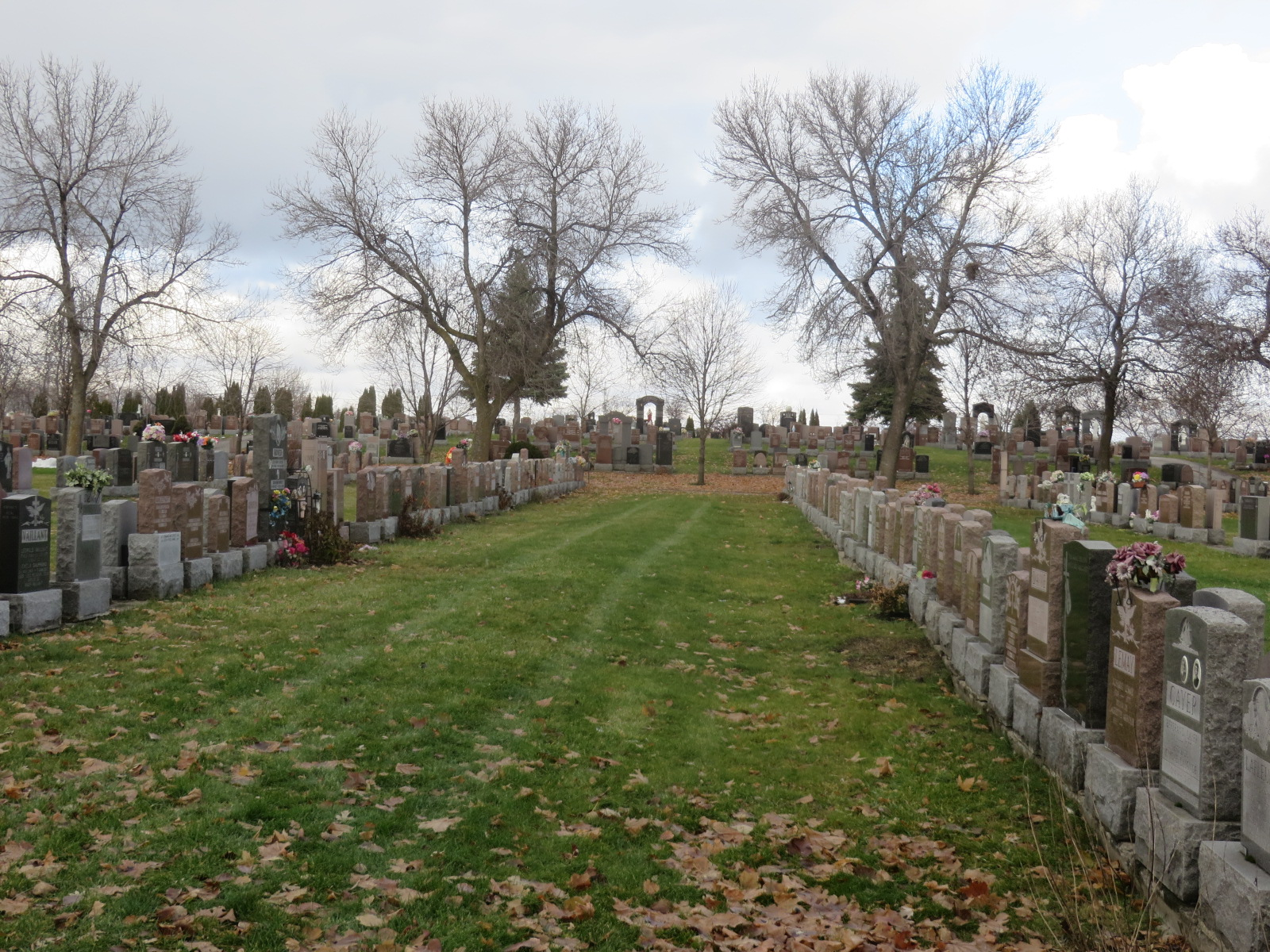